# Língua dela-oenele
Dela–Oenale (Roti Ocidental, Oe Nale, Rote, Rote Barat, Roti) é uma língua Austronésia da Indonésia que faz parte do ramo das línguas Timor-Babar, sendo falada na ilha Roti que fica próxima a Timor, por cerca de 7 mil pessoas. 

## Escrita
A língua Roti Ocidental usa o alfabeto latino em suas 26 letras tradicionais (Aa, Bb, Cc, Dd, Ee, Ff, Gg, Hh, Ii, Jj, Kk, Ll, Mm, Nn, Oo, Pp, Qq, Rr, Ss, Tt, Uu, Vv, Ww, Xx, Yy, Zz). 5 ditongos (gh, kh, mb, nd, ng, sy) e um tritongo (ngg) completam a fonologia da língua.
.
g (substituída por gh), kh (k), q (k), sy, v (f), x, (s) são usadas somente em palavras de origem estrangeira.

## Amotra de texto
Pai Nosso
Amaꞌ sia sorga! Amaꞌ naram meumareꞌ manaseliꞌ Hela fo basa atahori soꞌu rananaru Amaꞌ naram manaseliꞌ a. Amaꞌ dadꞌi maneꞌ soaꞌ neu basa atahori! Hela neu fo basa atahori tao tungga Amaꞌ parendan sia raefafoꞌ ia, onaꞌ basa mana sia sorga ra tao tungga Amaꞌ parendan sia sorga. Amaꞌ tulun pala-bꞌanggi fee hai nanaat manadꞌaiꞌ tungga-tungga fai. Hai moꞌe Amaꞌ fee ambon neu basa hai sala-kiluꞌ mara, onaꞌ hai fee ambon neu atahori mana tao salaꞌ neu hai boe. Amaꞌ, munea hai fo hai afiꞌ tao deꞌulakaꞌ. Ma mboꞌi hendi hai mia nitu a koasan. Te Amaꞌ, Maneꞌ mana koasa ma manaseliꞌ Amaꞌ mana toꞌu parendaꞌ mukundooꞌ a. Hai hule-oꞌem baꞌu a naa ena, Amaꞌ. Amin.